# NGC 1723
NGC 1723 este o galaxie spirală situată în constelația Eridanul. A fost descoperită în 12 ianuarie 1882 de către Ernst Wilhelm Tempel. Se află la o distanță de 51,08 de megaparseci de Pământ.